# Smeringopus madagascariensis
Smeringopus madagascariensis är en spindelart som beskrevs av Jacques Millot 1946. Smeringopus madagascariensis ingår i släktet Smeringopus och familjen dallerspindlar.
Artens utbredningsområde är Madagaskar. Inga underarter finns listade i Catalogue of Life.